# Estación Esperanza
Esperanza era una estación de ferrocarril ubicada en la ciudad homónima, provincia de Santa Fe, Argentina.
La estación fue habilitada a fines del siglo XIX por el Ferrocarril Provincial de Santa Fe.

## Servicios
No presta servicios de pasajeros ni de cargas. Sus vías corresponden al Ramal F2 del Ferrocarril General Belgrano. Sus vías e instalaciones están concesionadas a la empresa Trenes Argentinos Cargas.
Hasta inicios de la década de 1980', prestaba servicios de pasajeros de media distancia entre la estación Santa Fe hasta la estación San Cristóbal.